# Phare de Capo Milazzo
Le phare de Capo Milazzo (en italien : Faro di Capo Milazzo) est un phare situé sur le cap Milazzo. Il se trouve sur le territoire de la commune de Milazzo en mer Tyrrhénienne, dans la province de Messine (Sicile), en Italie.

## Histoire
Le premier phare a été construit en 1853 et reconstruit en 1891. Il a été restauré en 2013.
Le phare actuel est situé à l'extrémité nord de la péninsule de Capo Milazzo. Le phare est entièrement automatisé et alimenté à l'énergie solaire. Il est géré par la Marina Militare.

## Description
Le phare  se compose d'une tour massive cylindrique, avec quatre contreforts, en maçonnerie de 10 m de haut, avec galerie et lanterne, adjacente à une maison de gardien d'un seul étage. Le bâtiment est non peint et le dôme de la lanterne blanche est gris métallisé. Il émet, à une hauteur focale de 90 m, un long éclat blanc toutes les 6 secondes. Sa portée est de 16 milles nautiques (environ 30 km) pour le feu blanc et 12 milles nautiques pour le feu de réserve.
Identifiant : ARLHS : ITA-026 ; EF-3268 - Amirauté : E2042 - NGA : 98796 .

## Caractéristiques dufeu maritime
Fréquence : 6 secondes (W)
- Lumière : 2 secondes
- Obscurité : 4 secondes

|             |
| Cap Milazzo |

|          |
| Le phare |

### Lien connexe
- Liste des phares de la Sicile